# Gmina Książki
Die Gmina Książki ist eine Landgemeinde im Powiat Wąbrzeski in der polnischen Woiwodschaft Kujawien-Pommern. Ihr Sitz befindet sich im gleichnamigen Dorf (deutsch Hohenkirch).

## Geographie
Die Gemeinde liegt in der historischen Landschaft Kulmer Land (ehemaliges Westpreußen, etwa 50 Kilometer nordöstlich von Toruń (Thorn)). 88 % der Gemeindefläche werden landwirtschaftlich genutzt, 1 % sind Wald.

## Verwaltungsgeschichte
Das Gebiet der Gemeinde gehörte bereits 1920–1939 zu Polen.
In den Jahren 1975 bis 1998 war die Landgemeinde Teil der Woiwodschaft Toruń.

## Gliederung
Zur Gemeinde gehören die folgenden Ortschaften:
| Polnischer Name | Deutscher Name (bis 1920 und 1939–45)   |
| --------------- | --------------------------------------- |
| Blizienko       | Blysinken (1940–45 Kleinbliesen)        |
| Blizno          | Bliesen                                 |
| Brudzawki       | Klein Brudzau (1940–45 Kleinbrusau)     |
| Książki         | Hohenkirch (bis 1878 Ksionken)          |
| Łopatki         | Kieslingswalde (bis 1910 Haus Lopatken) |
| Osieczek        | Seeheim (bis 1895 Osieczek)             |
| Szczuplinki     | Czeplinken (1940–45 Schippelsdorf)      |
| Zaskocz         | Zaskotsch (1940–45 Gutsassen)           |

## Wirtschaft
Die Gemeinde hat einen durchgehend landwirtschaftlichen Charakter. Es überwiegt der Anbau von Zuckerrüben, Kartoffeln und verschiedenen Weizenarten. In der Tierzucht überwiegen Schweine und Rinder.

## Sehenswürdigkeiten
- Denkmal für fünfzig am 8. September 1939 ermordete polnische Einwohner an der Straße Książki–Brudzawki.
- Sowjetischer Soldatenfriedhof gegenüber der Kirche von Książki, auf dem die im Januar 1945 bei Kämpfen mit Deutschen gefallenen Soldaten begraben wurden.